# اقرأ (كتاب مدرسي)
اقرأ (العنوان الكامل: Buku Iqro ': Cara Cepat Belajar Membaca Al-Quran, "Iqro Book: A Fast Way to Learn to Read the Quran") هو كتاب مدرسي يستخدم في إندونيسيا وماليزيا لتعلم الحروف العربية والنطق. نُشر في الأصل في أوائل التسعينات من تأليف أسعد همام وفريق يساعده. يعتبر اقرأ نقطة انطلاق لقراءة القرآن بلغته العربية الأصلية، بالنظر إلى أن هذه البلدان لا تستخدم اللغة العربية خارج السياقات الدينية.
تم تقديم الكتاب كبديل للطريقة «التقليدية» القديمة أو "البغدادية"، ويؤكد على دور الطالب الفعال في التعلم. وهو مقسم إلى ستة مجلدات (غالبًا ما تُباع ككتاب مادي واحد)، كل منها يقدم أشكالًا وأصواتًا للحروف العربية بصعوبة متزايدة. قدمت المجلدات قواعد التجويد الأولية، أو قواعد النطق لتلاوة القرآن.

## الخلفية
إندونيسيا بها أغلبية مسلمة، لكن السكان لا يتحدثون العربية ولا تستخدم الحروف العربية عادة إلا في السياقات الدينية. لذلك، لقراءة القرآن باللغة العربية الأصلية، يجب على المسلمين الإندونيسيين تعلم الحروف العربية ونطقها. بعض الأصوات العربية لا تظهر في اللغات الإندونيسية وتتدرب على النطق بشكل صحيح. بالإضافة إلى ذلك، يجب أن يتعلم الطلاب أيضًا مجموعة خاصة من قواعد النطق للتلاوة القرآنية المعروفة بالتجويد.
قبل شعبية الكتاب، قام الكثير بتدريس قراءة القرآن باستخدام طريقة تعرف بالطريقة «التقليدية» أو «البغدادية»، والتي لا تزال مستخدمة حتى اليوم وإن كان بدرجة أقل. تستخدم هذه الطريقة كتابًا دراسيًا يسمى (القاعدة البغدادية مع جزء عم)، وتستخدم تقنية لتهجئة كل حرف وعلامات حرف العلة باللغات المحلية قبل نطق كلمة كاملة. تؤكد هذه الطريقة أيضًا على العلاقة بين المعلم والطالب على المستوى الشخصي.

## المحتوى
يتكون كتاب اقرأ من ستة مجلدات، تباع أحيانًا بشكل منفصل بألوان مختلفة وأحيانًا يتم ربطها معًا ككتاب مادي واحد. يبدأ كل مجلد بتعليمات تعليمية. غالبًا ما تحتوي صفحات الكتاب على ملاحظات في الأعلى تقدم درسًا جديدًا (على سبيل المثال، كيف يتم استيعاب حرف ساكن عربي معين). التعليمات باللغة الإندونيسية بصوت التعليمات غالبًا ما تتخللها علامات الترقيم في المحتوى. بالمقارنة مع الطريقة التقليدية مع التأكيد على العلاقة بين المعلم والطالب، تم تصميم طريقة اقرأ للسماح بمزيد من التعلم المستقل. يتوقع من المدرسين إعطاء الحد الأدنى من التعليمات فقط ثم الاستماع بشكل سلبي إلى تلاوة الطلاب.
المجلدات الستة في مستوى متزايد من الصعوبة. المجلد الأول يقدم كل حرف في الأبجدية العربية في شكلها المعزول وعلامات التشكيل وحروف العلة. يقدم المجلد الثاني الأشكال غير المعزولة (الأولية، والوسطى، والنهائية). ويدخل في المجلد الثالث الفتحة والكسرة والضمة وحروف العلة. في المجلد الرابع يدخل (التنوين)، والسكون (ساكن غير ملفوظ) والقلقلة. يقدم المجلد الخامس أشكالًا مختلفة من الألف لام بالإضافة إلى قواعد التجويد للإدغام (الدمج). وفي المجلد الأخير (السادس) قواعد التجويد كالإقلاب (التحويل) والإخفاء، فضلا عن الوقف.

## تطوير
تم إنشاء طريقة اقرأ بواسطة أسعد همام (1933-1996)، وهو كياي وتاجر من يوجياكارتا وتم تطويره بواسطة فريق يطلق على أنفسهم اسم (Team Tadarus AMM)، أيضًا في يوجياكارتا. نُشر الكتاب لأول مرة في أوائل التسعينات. ولكن وفقًا للفريق، بدأ التاريخ مبكرًا. في عام 1953، تم إنشاء مجموعة تعليمية للقرآن باستخدام طريقة تدريس تقليدية تسمى الطريقة البغدادية. في عام 1973، بدأ أسعد همام نقاشات في منزله حول التحديات التي يواجهها في تعليم قراءة القرآن. تم بعد ذلك إنشاء الفريق ووضع تقارير لاحقًا عن ظروف التدريس. بين أمور أخرى، ذكر الفريق أن منهجيات التدريس الحالية لم تكن كافية.
ثم جرب الفريق منهجيات تدريس جديدة وطوروا نظامًا جديدًا امتد إلى مدن أخرى في جافا. في عام 1988 تلقى الفريق اعترافًا من مكتب وزارة الشؤون الدينية الإقليمي. بحلول عام 1992، تم بيع كتب اقرأ في جميع أنحاء البلاد. ترافق انتشار الكتب مع إنشاء نظام تعليمي يُعرف باسم تامان بنديكان القرآن («الأعمال القرآنية»). تم تنظيم (الأعمال القرآنية) في البداية في المساجد المحلية برعاية المبادرين المحليين. في النهاية أصبحت المدارس المحلية تحت مظلة اتحاد شبه رسمي يُعرف باسم «الهيئة المنظمة لمجموعات الشباب في المساجد الإندونيسية». قامت الهيئة بتدريب المعلمين على (نظام الأعمال القرآنية) بطريقة اقرأ.
انتشرت طريقة اقرأ بسرعة وأصبحت شائعة جدًا في جميع أنحاء إندونيسيا. يُعزى النجاح عمومًا إلى قدرة الطلاب على التعلم بشكل أسرع من الطلاب باستخدام الأساليب التقليدية.
في الوقت نفسه، انتشر أسلوب اقرأ أيضًا إلى ماليزيا المجاورة، وفي عام 1994 تبنته الحكومة الماليزية كطريقة رسمية لتدريس تلاوة القرآن في المدارس الابتدائية. تحتوي النسخة الماليزية من الكتاب على اختلافات طفيفة عن النسخة الأصلية، على سبيل المثال، التعليمات باللغة المحلية مكتوبة بالأبجدية الجاوية -وهي ممارسة شائعة في ماليزيا لكتب التربية الإسلامية- بدلاً من الأبجدية اللاتينية.

## الاستخدامات
اقرأ هو أحد أشهر الكتب المدرسية لتعلم قراءة القرآن في إندونيسيا بالإضافة إلى دول أخرى في جنوب شرق آسيا. ويدرّس اقرأ عادة في رياض الأطفال وحتى أوائل أطفال المدارس الابتدائية، وغالبا ما يُدرّس في مدارس التلاوة، المعاهد الدينية مثل المدارس الإسلامية الداخلية أو سوراو أو التعليم المنزلي للتعليم الديني. مهارة التلاوة المكتسبة من خلال اقرأ هي مادة مسابقة في مسابقة التلاوة القرآنية (مسابقة تلاوة القرآن).

### اقتباسات
1. 1 2 3 4 5 6 7 8 9 10 11 12 13 14 15 16 17 18 19 20 21 22 23 24 25 26 27 28 29  Gade 2004.
2. 1 2 3 4 5  Srijatun 2017.
3. ↑  Republika 2016.
4. 1 2 3  Nakata 2009.
5. ↑  Pemkot Bogor Intensif Adakan Pelarihan Baca Tulis Alquran. Republika. Retrieved December 1, 2017. نسخة محفوظة 2 ديسمبر 2017 على موقع واي باك مشين.

### فهرس
- Gade، Anna M. (2004). Perfection Makes Practice: Learning, Emotion, and the Recited Quran in Indonesia. University of Hawaii Press. ISBN:978-0-8248-2599-7. مؤرشف من الأصل في 2020-12-13.Gade، Anna M. (2004). Perfection Makes Practice: Learning, Emotion, and the Recited Quran in Indonesia. University of Hawaii Press. ISBN:978-0-8248-2599-7. مؤرشف من الأصل في 2020-12-13. Gade، Anna M. (2004). Perfection Makes Practice: Learning, Emotion, and the Recited Quran in Indonesia. University of Hawaii Press. ISBN:978-0-8248-2599-7. مؤرشف من الأصل في 2020-12-13.